# Cowell Island
Cowell Island ist eine kleine Insel vor der Ingrid-Christensen-Küste des ostantarktischen Prinzessin-Elisabeth-Lands. Sie liegt, teilweise in die Gletscherzunge Flatnes eingeschlossen, 5 km westsüdwestlich der Insel Hovden.
Norwegische Kartografen kartierten sie anhand von Luftaufnahmen, die bei der Lars-Christensen-Expedition 1936/37 entstanden sind. Eine Vermessungsmannschaft unter der Leitung des Geodäten Maxwell John Corry (* 1940) besuchte sie im Februar 1969 im Rahmen einer Kampagne der Australian National Antarctic Research Expeditions. Das Antarctic Names Committee of Australia benannte sie am 18. Mai 1971 nach William D. Cowell, Koch auf der Mawson-Station und Teilnehmer an der Erkundung der Prince Charles Mountains im Jahr 1969.